# Refrán

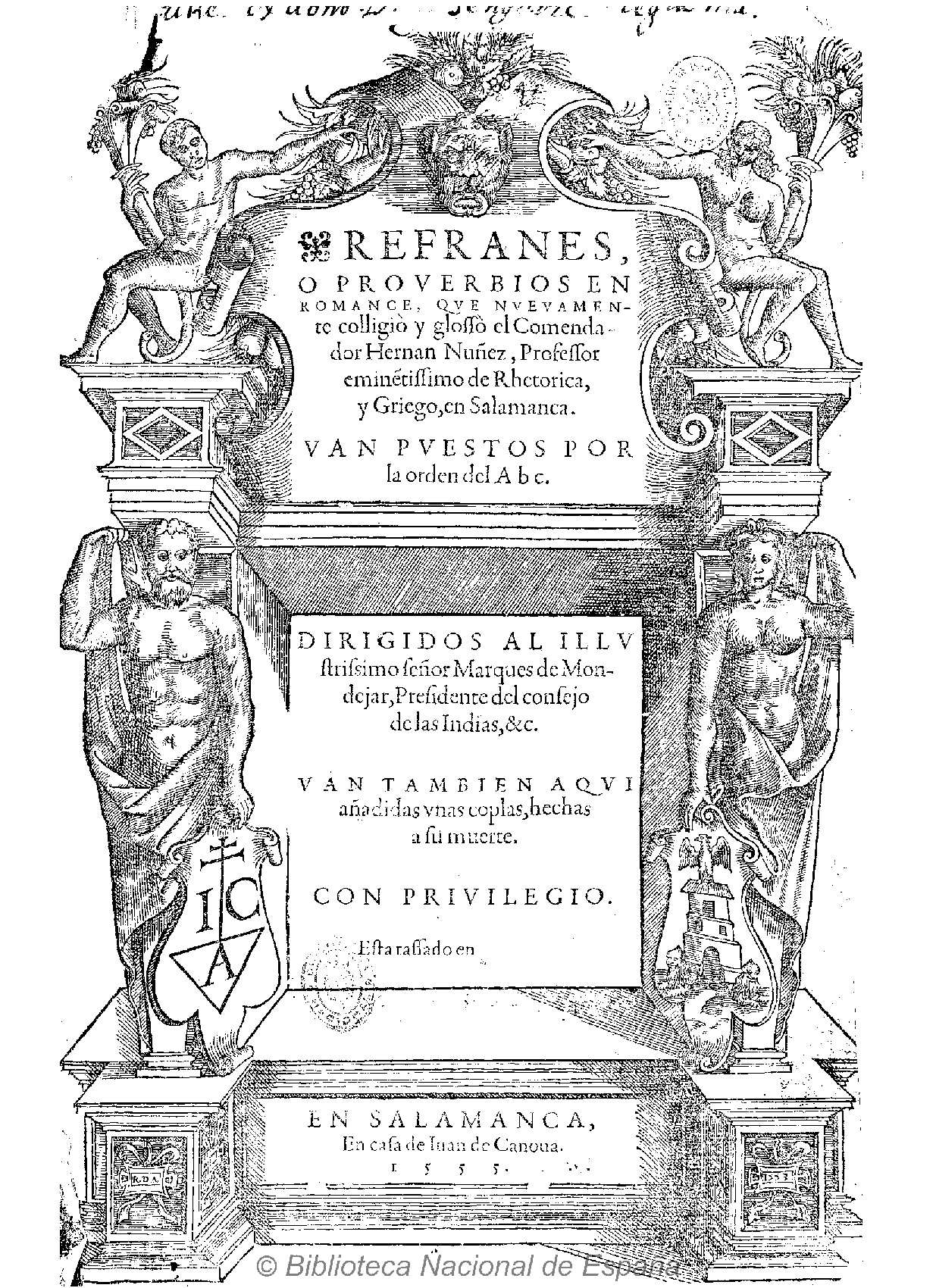
Portada de Refranes o Proverbios en romance, de Hernán Núñez, 1555.

El refrán es una paremia tradicional de origen y uso popular –y por definición, de autoría anónima– con intención didáctica, moral o incluso filosófica. También es definido por El Colegio de México como un dicho o sentencia popular que se expresa en una frase que da un consejo o saca una moraleja. En otras palabras, son oraciones que buscan dejar enseñanzas y aprendizajes que las personas pueden seguir en ciertas situaciones de su vida. 
En algunos contextos puede encontrarse como sinónimo de dicho e incluso de proverbio, si bien el dicho, esencialmente oral abarca un significado más amplio, como conjunto de palabras que proponen un concepto cabal, agudo, oportuno, e incluso malicioso, o bien una ocurrencia chistosa. Por su parte, el proverbio, como el adagio y la máxima, suelen estar asociados a lo culto, lo bíblico o lo oriental. En suma, en el ámbito de la lengua castellana o idioma español, el refrán es, por antonomasia, la paremia más representativa de la sabiduría popular.

## Uso y contenido
En el uso de la lengua española, el término refrán (del francés refrain, sentencia corta) ha conocido una gran difusión hasta el punto de desplazar a proverbio, idea que se asocia a una paremia culta como los proverbios bíblicos u orientales. 
Definido como un "dicho agudo y sentencioso, de carácter popular, en particular si está expresado en versos, o con rima, de manera que mantiene una forma invariable y fácil de recordar".
Así, el refrán, paremia popular o popularizada, aparece en obras de autores clásicos como Gonzalo de Berceo, el arcipreste de Hita, Don Juan Manuel, Alfonso X el Sabio o el propio Miguel de Cervantes, que en el Quijote asegura por boca de Quijano que "los refranes son sentencias breves, sacadas de la experiencia y especulación de nuestros antiguos ancianos", y hablando con Sancho Panza le dice que "cualquiera de los que has dicho basta para dar a entender tu pensamiento" (Segunda parte, capítulo XVII); o cuando le hace decir al cautivo que "el refrán es sentencia breve sacada de la luenga y discreta experiencia".
Sentencias breves y anónimas que según Felipe C. R. Maldonado, «señalan qué actitud conviene adoptar en cada situación, definen la razón de una determinada conducta, o extraen las consecuencias de una circunstancia, entrañando en cualquier caso un fin didáctico y aleccionador y convirtiendo la anécdota humana en tema de reflexión». No obstante, muchas frases literarias y bíblicas han pasado a formar parte del refranero popular. La mayoría de los refranes son observaciones acuñadas por la experiencia colectiva a lo largo del tiempo, con temas que van desde la meteorología hasta el destino invariable y fatalista de existencia. Constituyen el bagaje cultural del pueblo en tiempos en los que la tradición oral pasaba la sabiduría popular de una generación a otra.
Su estructura suele ser pareada y recurren tanto a la prosa y verso como a figuras literarias (antítesis, elipsis o paralelismo) para facilitar su perpetuación oral. El refrán se presenta usualmente como una frase breve y sencilla que se transmite generalmente de forma oral, utilizan un lenguaje sencillo y son de origen anónimo.
Son frases de origen popular que tienen como propósito principal generar una reflexión, trasmitir una enseñanza o dar un consejo, por lo que a través se expresan generalmente pensamientos e instrucciones morales. Estos forman parte del acervo cultural de un país y son parte importante del lenguaje, son aquellos testimonios de la historia que no se encuentra de forma escrita y se han trasmitido de generación en generación por lo que no se encuentra una fecha específica para designar el origen, se piensa que existen desde el origen de la humanidad. Generalmente están estructurados en versos o rimas ya sea asonantes o consonantes. (Fernández, 2019)
Con relación a la enseñanza, el refrán suele ser una excelente herramienta didáctica para utilizarse en las clases de idiomas, ya que ayudan para conocer frases, palabras, sonidos fonéticos y sobre todo aspectos culturales de una sociedad, pues como se ha mencionado, suelen tener reglas de conducta, guías o rectores de vida de una sociedad determinada, también es muy útil para acercarse al propio idioma.

## Origen del término
La etimología de refrán delata su origen en el contexto de la lírica provenzal, como parte de la letra de canciones y poemas, cantados o recitados. Así lo describen ya en el Medioevo los términos «refrain» (francés) y refranh (provenzal) como «parte del poema que se repite en cada estrofa (en piezas de desarrollo popular como los «rondeau, virelai, ballade, chant royal», etc.). Estando sin embargo ausente en las formas más cortesanas (como el «grand chant courtois»). Cuando el refrain «cambia en cada estrofa», puede relacionarse con estructuras líricas más primitivas como por ejemplo la jarcha mozárabe». En el uso actual de la lengua española ha quedado redefinido con la palabra ‘estribillo’.

## Ejemplos
- "Camarón que se duerme se lo lleva la corriente"
- "Más vale pájaro en mano que cien volando"
- "De tal palo, tal astilla"
- "A palabras necias, oídos sordos"
- "Por la boca muere el pez"
- "No hay peor ciego que el que no quiere ver"
- "Aunque la mona se vista de seda, mona se queda"
- "Al que madruga, Dios lo ayuda"
- "A caballo regalado no se le miran los dientes"
- "No dejes para mañana lo que puedes hacer hoy"
- "No todo lo que brilla es oro"
- "Ojos que no ven, corazón que no siente" [15]

## Ediciones de refraneros
La primera colección conocida de refranes se atribuye a don Íñigo López de Mendoza, marqués de Santillana, bajo el título de Refranes que dizen las viejas tras el fuego. El racionero de la Catedral de Toledo Blasco de Garay escribió después dos Cartas en refranes (Toledo, 1541) que carecen del propósito exhaustivo de una compilación pero pretenden ser un agradable pasatiempo cortesano. La primera era exclusivamente de refranes y la segunda de sentencias, pero en posteriores ediciones se añadieron otras dos anónimas, una de Juan Vázquez de Ayora y otra, sumamente deturpada, que provenía de un impreso sevillano. Así aparecieron junto al Processo de cartas de amores de Juan de Segura y el Diálogo de mujeres de Cristóbal de Castillejo, recortado y moralizado, por cierto, por Blasco de Garay. 
Pedro de Vallés imprimió la tercera colección, Libro de refranes copilados por el orden del A. B. C... en el que se contienen Quatro mil y trezientos refranes. El más copioso que hasta oy ha salido impresso (Zaragoza: Juana Millán, viuda de Diego Hernández, a costa de Miguel Çapilla, 1549), que es la primera importante cuantitativamente hablando. Después vinieron tres cuyo carácter era profundamente humanístico. La cuarta fue realizada por Hernán Núñez, catedrático de Salamanca, titulada Refranes o proverbios en romance (Salamanca, Juan de Canova, 1555), con un prólogo de León de Castro. El sevillano Juan de Mal Lara, discípulo de ambos, publicó otra, La Philosophia vulgar, Sevilla, Hernando Díaz, 1568. Por otra parte, Sebastián de Horozco, quien también estudió en Salamanca, escribió una Recopilación de refranes y adagios, que consta de 8.311 ordenados alfabéticamente, pero cuyo manuscrito ha perdurado incompleto, falto de aquellos que debían reunirse en las letras A, B, C y D. Lo que queda fue impreso en 1916 con el título de Teatro universal de los proverbios. Por último, Gonzalo Correas reunió en un largo manuscrito que tituló Vocabulario de refranes y frases proverbiales que no llegó a ser impreso hasta siglos más tarde, e incorpora casi por completo la obra de Vallés. Ya en el siglo XVII publicaron otros refraneros eruditos como Juan Sorapán de Rieros y Jerónimo Martín Caro y Cejudo, entre otros.
De entre la larga lista de recopilaciones posteriores, pueden mencionarse, por ejemplo –y a título orientativo– las de Luis Martínez Kleiser (Refranero general ideológico español de 1953), los refraneros médicos de Antonio Castillo de Lucas, el Refranero agrícola español de Nieves de Hoyos o el Diccionario de refranes comentado de Regino Etxabe, de 2012.

## Refranes en la educación
Los refranes son una valiosa herramienta para utilizar en el aula. Proporcionan enseñanzas culturales y sabiduría popular, y ayudan a los estudiantes a mejorar el uso del lenguaje y la comprensión lectora. El aprendizaje de refranes puede enriquecer el léxico de los estudiantes y darles la posibilidad de usar un sistema lingüístico adecuado y apropiado en cada situación de comunicación.